# Allsvenskan de 1992
A Primeira Divisão do Campeonato Sueco de Futebol da temporada 1992, denominada oficialmente de Allsvenskan 1992, foi a 68º edição da principal divisão do futebol sueco. O campeão foi o IFK Norrköping que conquistou seu 12º título na história da competição.

## Premiação
| Allsvenskan 1992                    |
| Sweden                              |
| ----------------------------------- |
| IFK NORRKÖPING Campeão (12º título) |